# Přeštice
Přeštice (německy Prestitz, v letech 1939–1945 Pschestitz) jsou město v okrese Plzeň-jih v Plzeňském kraji, dvacet kilometrů jižně od Plzně, na řece Úhlavě. Žije zde přibližně 6 800 obyvatel.

## Název
Jméno Přeštice se ve starých listinách objevuje v různých obměnách jako Prescich, Pressic, Prestycz, Przeztich atp. Předpokládá se, že název vznikl odvozením od staročeského vlastního jména Přešek, což je zdrobnělina domáckého jména Přech, které je odvozeno ze jména Přemysl. Název se překládá jako „ves lidí Přeškových“ a odkazuje na nějakou osobu toho jména, významnou pro začátky vesnice. Někdy uváděný původ názvu ve výrazu „přes tyče“, který má vycházet z toho, že se „přes tyče“ překonávala řeka Úhlava, je považován za nepravdivý a za podstatně mladší lidovou tvořivost.

## Historie
Poprvé se Přeštice zmiňují v roce 1226 v listině Přemysla Otakara I. V roce 1239 je koupil benediktinský kladrubský klášter a zřídil zde proboštství. Benediktini rovněž na místě původní trhové vsi založili město. V letech 1420–1705 byly v majetku Švihovských z Rýzmberka. Pak se navrátily benediktinům, kteří obnovili proboštství a na místě starého gotického kostela postavili nový barokní poutní Kostel Nanebevzetí Panny Marie.
Na počátku 19. století při dvou velkých požárech shořela radnice, panský dvůr a pivovar. Nová radnice byla postavena v roce 1832. Od roku 1874 městem vede železnice.
Ve městě bylo od roku 1933 Okresní zemědělské museum, které vzniklo při Okresní hospodářské záložně. Byla zde typická národopisná sbírka, která však v 70. letech zanikla. V letech 1999–2000 byl ve městě rekonstruována u náměstí budova, ve které bylo otevřeno opět museum pod názvem Dům historie Přešticka.
Po válce byla na místě bývalé cihelny zahájena výroba jednoduchých stavebních prvků, jako jsou betonové stropní překlady nebo betonové desky. V roce 1959 vznikl národní podnik Prefa Přeštice, kterému byla podřízena řada provozoven. Podnik měl více než 2 tisíce pracovníků, v samotných Přešticích jich pracovalo okolo 600. Výroba zabezpečila kompletní postavení plzeňských sídlišť. Po roce 1989 se význam továrny zmenšil a v roce 1998 přišel její definitivní konec. 

## Části města
- Přeštice
- Skočice
- Zastávka
- Žerovice

## Hospodářství
Významným zaměstnavatelem je závod na výrobu autodílů firmy IAC.

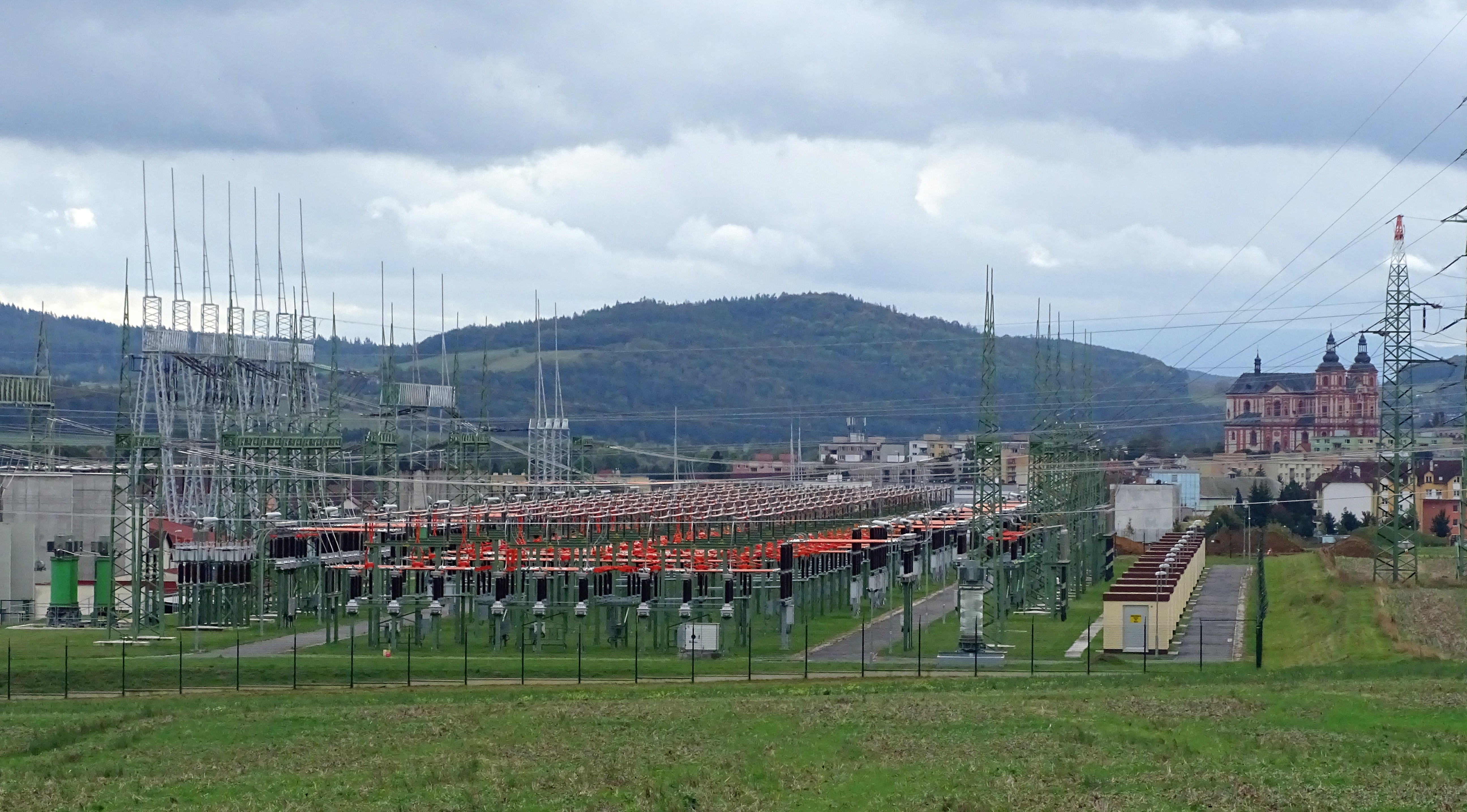
Rozvodna Přeštice

Severně od města se nachází přeštická rozvodna vysokého a velmi vysokého napětí krajského významu. V roce 2017 prošla modernizací.
V roce 1901 Společenstvo řezníků nechalo postavit jatka (dnes Husova čp. 1138). V roce 1911 jatka převzala společnost Družstevní společná jatka v Přešticích a v roce 1922 byly městem Přeštice vydraženy a provozovány až do roku 1948. Po znárodnění fungovaly do roku 1951 jako sanitní a v roce 1958 byla začleněna do Západočeského průmyslu masného n. p. V roce 1968 byly modernizovány. Po roce 1992 sloužily jako sklad hutního materiálu a v současné době zde sídlí podnik ALTO SYSTEMS.
Objekt jatek byl trojlodní halou se sedlovou střechou s hřebenovým větráním. V západním křídle byly stáje a úpravna masa, v centrální části byla porážková hala, ve východním křídle bylo technické zázemí. K severnímu průčelí byl v roce 1911 přistavěn hranolový komín vysoký devět metrů. U silnice byla postavena v roce 1911 přízemní správní budova (Husova čp. 406). Objekt je přestavěn, zachován je původní komín.

## Doprava
Přeštice leží na železniční trati Plzeň – Klatovy – Železná Ruda. Je zde železniční stanice Přeštice a zastávka pojmenovaná Přeštice-Zastávka. V letech 2007–2023 byla v Přešticích provozována městská hromadná doprava. Obcí prochází jedna silnice 1. třídy – I/27 – a dvě silnice 2. třídy – II/183 a II/230.
Silnice I/27, procházející centrem města a podél hlavního náměstí i kostela, představuje výrazné dopravní zatížení obce – jde o frekventovanou část silnice E53. V plánu je obchvat města. První část obchvatu (úsek Šlovice-Přeštice) byla zprovozněna v září 2023. V březnu 2025 se začala stavět další část dlouhá 5,3 km, jejíž zprovoznění se plánuje na rok 2027.

## Společnost

### Kultura
- Kulturní a komunitní centrum
- Ženský pěvecký sbor Carmina
- Dětský pěvecký sbor Hlásek Základní umělecké školy Přeštice
- Dechový orchestr Základní umělecké školy Přeštice
- Myslivecké sdružení Černá hora Přeštice
- Místní organizace Českého rybářského svazu

### Školství
- Základní škola Josefa Hlávky Přeštice[13]
- Lidová škola umění
- Mateřská škola
- Dům dětí a mládeže

### Církve a náboženské společnosti
- Farní sbor Českobratrské církve evangelické v Přešticích
- Římskokatolická farnost Přeštice
- Misijní skupina církve Křesťanská společenství

### Sport
- TJ Přeštice
- TJ Přeštice – oddíl národní házené mužů soutěží v 1. lize, kde již získal celkem 12× mistrovský titul. Bylo to v sezonách 1971/1972, 1972/1973, 1973/1974, 1974/1975, 1975/1976, 1977/1978, 1978/1979, 1983/1984, 1985/1986, 2016/2017, 2017/2018 a 2018/2019.
- Oddíl karate
- Přeštické mažoretky
- ŠAK při ZŠ Přeštice
- Cyklistický oddíl Přeštického regionu
- TJ Sokol Přeštice
- Běžecký klub Přeštice[14]
- Vanessa Volopichová (*2007), snowboardistka, získala v lednu 2024 v slopestylu bronzovou medaili v Kangwonu v Jižní Koreji na Olympijských hrách mládeže[15][16]
- ŠK BSOD 334 01 – šipkařský oddíl

## Pamětihodnosti

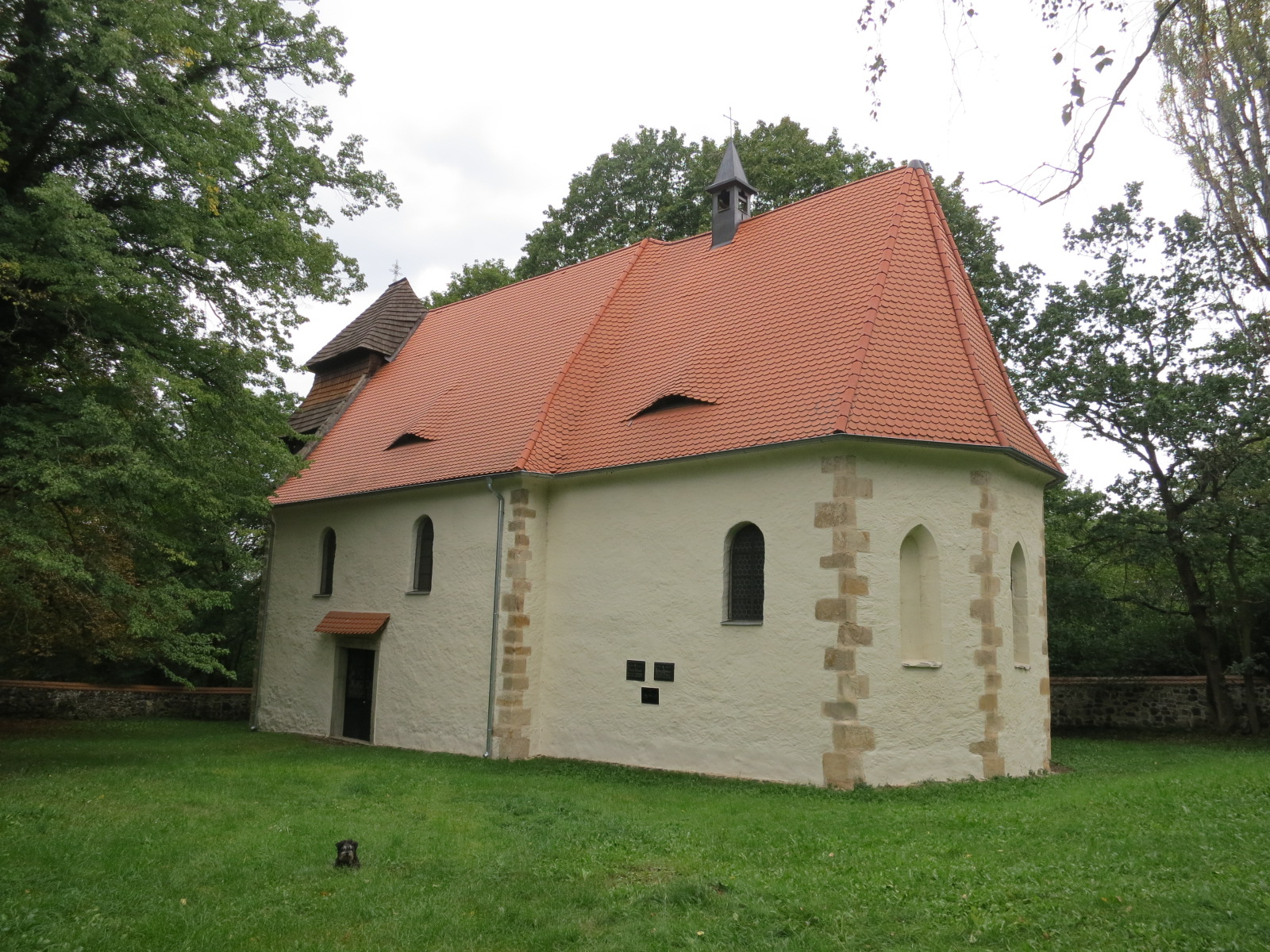
Kostel sv. Ambrože na Vícově

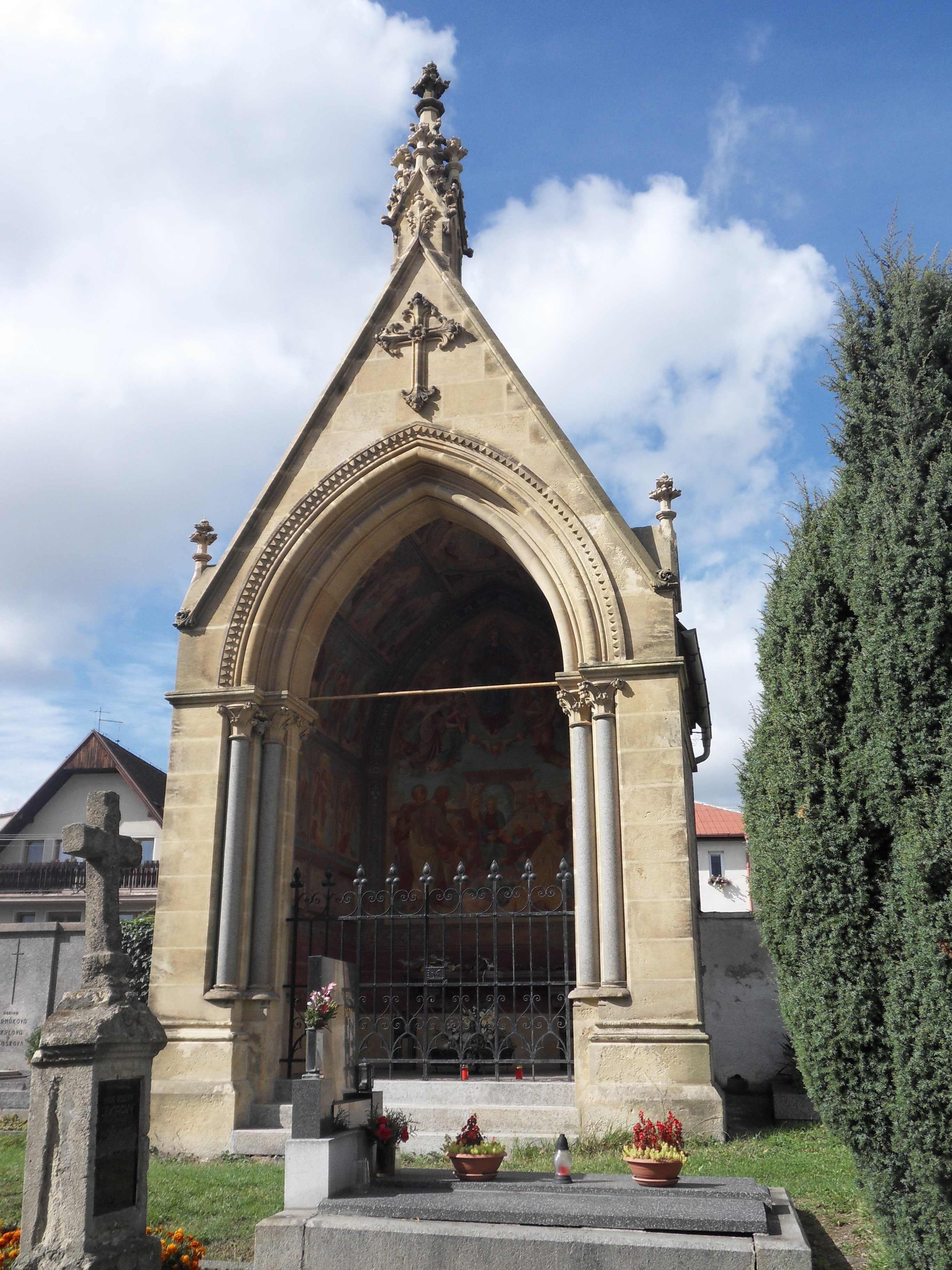
Hrobka Josefa Hlávky

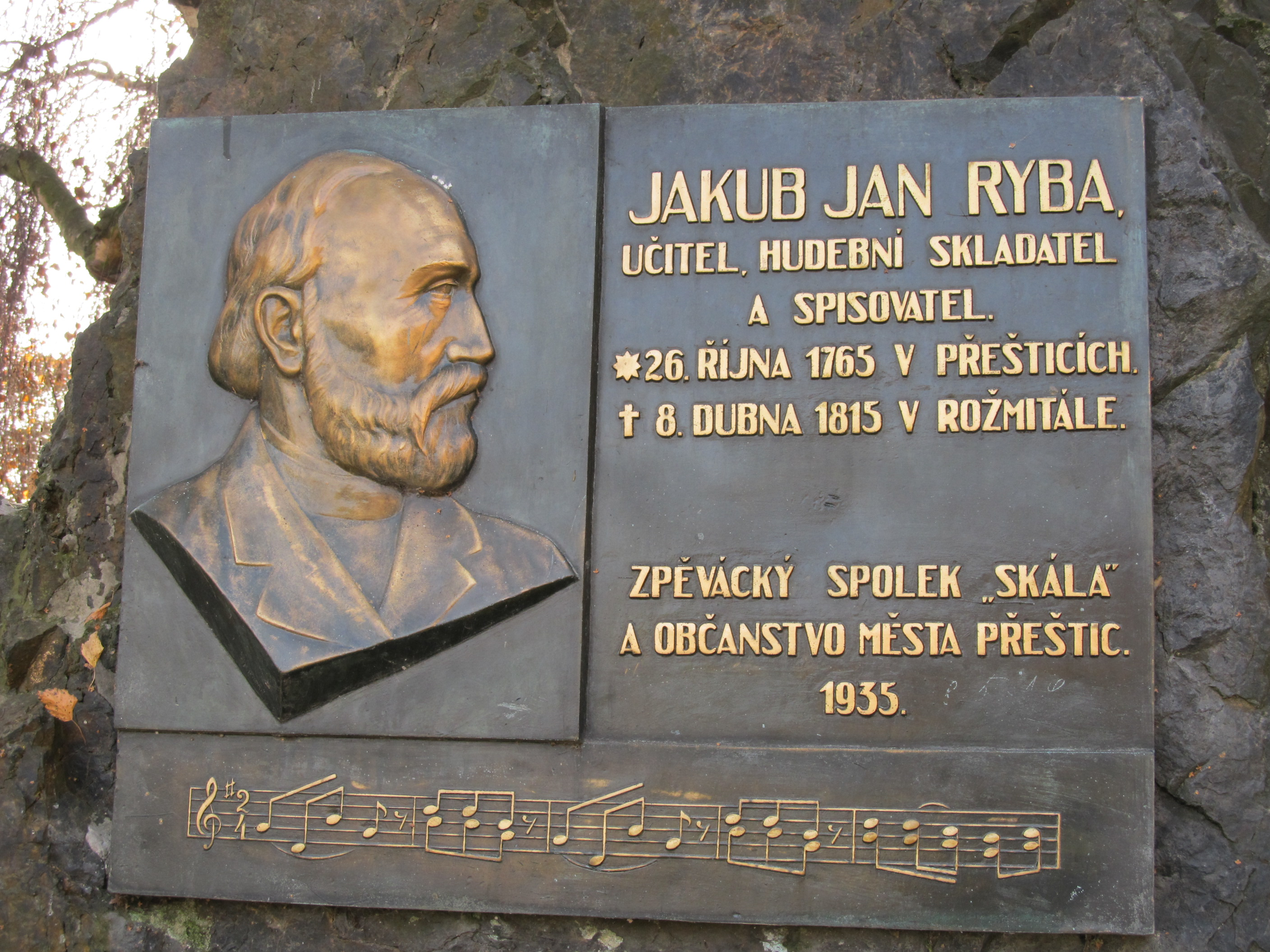
Pomník Jakuba Jana Ryby

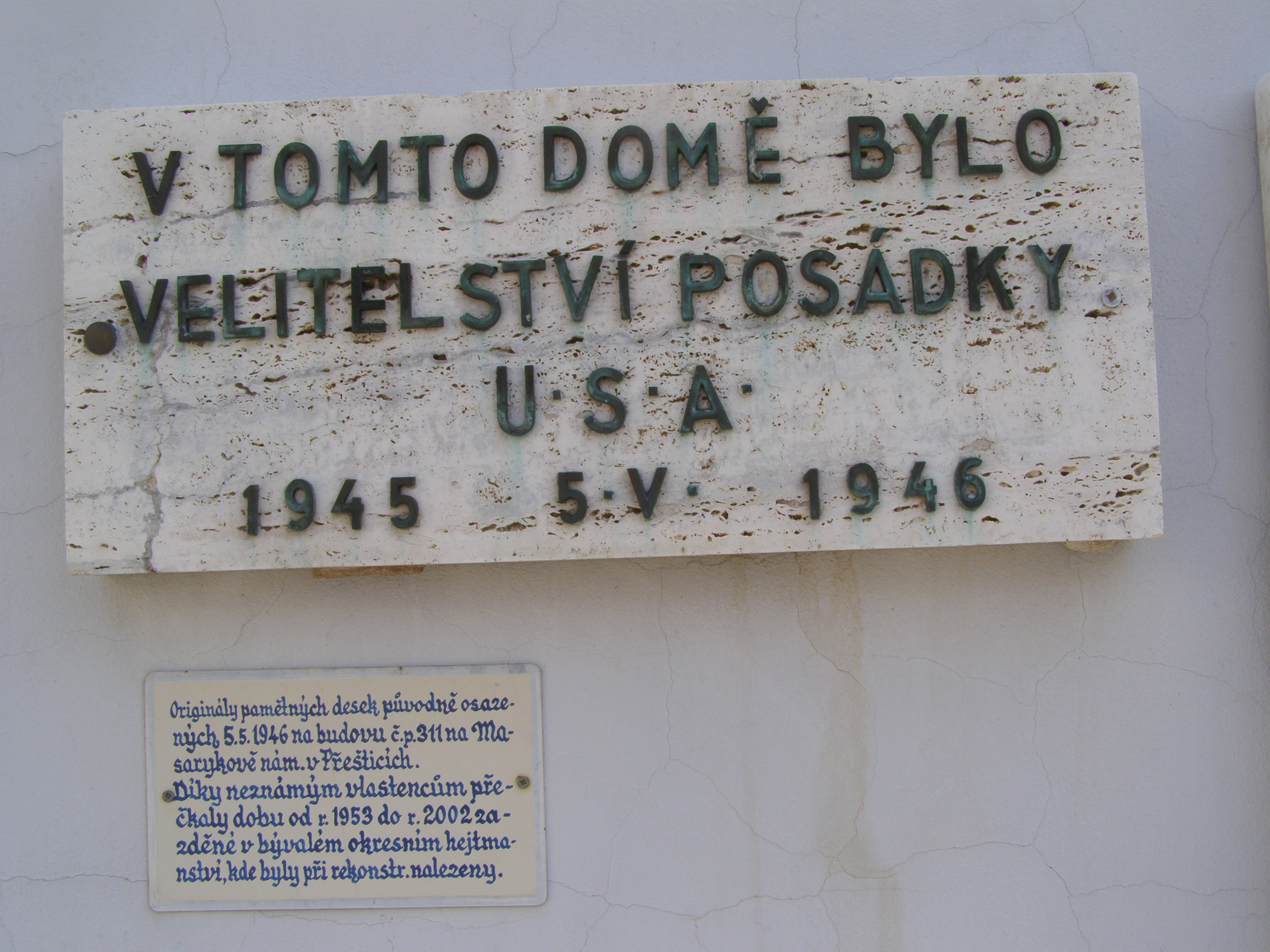
Pamětní deska „US Army headquarters“ znovuobjevená po 49 letech zazdění

- Kostel Nanebevzetí Panny Marie, barokní stavba z let 1750–1775 navržená Kiliánem Ignácem Dientzenhoferem pro kladrubské benediktiny na místě staršího gotického kostela. V letech 2022–2023 proběhla rekonstrukce kvůli vlhku[17]
- Kostel svatého Ambrože na Vícově je původně románský kostel postavený kolem roku 1250. Věž a západní stěna lodi je původní a patří tak mezi nejstarší kostely v Čechách. Kolem roku 1300 proběhla raně gotická přestavba. Za husitských válek byl kostel i se vsí Vícov vypálen. Poslední přestavba byla provedena v 18. století. V barokním interiéru jsou dvě pozdně gotické nástěnné malby zobrazující výjevy ze života sv. Ambrože (340-397). Je jediným katolickým kostelem v Čechách zasvěceným svatému Ambroži; novodobý Sbor kněze Ambrože v Hradci Králové Církve československé husitské je pojmenován po husitském knězi Ambrožovi († 1439)
- Kaple Povýšení svatého Kříže je hřbitovní kaple z roku 1862
- Rodný dům Josefa Hlávky s pamětní deskou je chráněn jako kulturní památka
- Hrobka Josefa Hlávky z roku 1887 je novogotická rodinná hrobka přeštického rodáka a mecenáše Josefa Hlávky. V interiéru jsou mariánské výjevy od vídeňského malíře a Hlávkova přítele Karla Jobsta
- Židovský hřbitov, asi padesát dochovaných náhrobků na hřbitově založeném v roce 1890
- Spořitelna – budova finanční instituce z třicátých let 20. století
- Dům historie Přešticka – muzeum vybudované v roce 2000 se stálou expozicí historie řemesel a obchodu v regionu na počátku 20. století
- Sluneční hodiny
- Svatý Vojtěch pod Ticholovcem
- Pamětní deska „US Army headquarters“
- Naučná stezka Se svatým Vojtěchem okolím Přeštic, asi 20 km dlouhá stezka po historických a přírodních památkách okolí města

Sochařská díla:
- Socha svatého Jana Nepomuckého na náměstí před radnicí. Sochu nechal zhotovit v roce 1707 němčický farář Jakub Xaver Hlávka
- Socha svatého Kiliána na Masarykově náměstí. Kopie původní sochy patrona města z roku 1784 se znakem Přeštic. Dříve zde býval latinský nápis: Sv. Kilián v nebezpečenství ohně města Přeštic ustavičný zástupce a ochránce
- Sousoší svatého Benedikta
- Pomník Jakuba Jana Ryby v parčíku u kostela Nanebevzetí Panny Marie na místě domu, ve kterém Jakub Jan Ryba prvních pět let žil. Pomník nechal postavit místní pěvecký spolek Skála v roce 1935
- Sousoší přeštických černostrakatých prasat
- Pomník KSČ „Pod kaštany“
- Památník československo-sovětského přátelství

## Osobnosti
- Šebestián Aerichalcus (1515?–1555), univerzitní profesor a spisovatel
- Jaroslav Bradáč (1876–1938), hudební skladatel
- Josef Hlávka (1831–1908), architekt, stavitel a mecenáš
- Beda Muck (?–1724), hudební skladatel, příslušník řádu benediktinů, varhaník, ředitel kůru, kazatel.
- Vladimír Pecháček (1909–1969), malíř
- Eva Perglerová (* 1974), horolezkyně
- Jaroslav Preiss (1870–1946), finančník, ředitel Živnostenské banky
- Jakub Jan Ryba (1765–1815), hudební skladatel
- Emanuel Václav Řičák (1824–1904), katolický kněz, středoškolský profesor, historik, pomolog
- Pavel Jistebnický Spongopeus (1550?–1619), hudební skladatel
- Mikuláš Sexstetter (1693–1772), příslušník kladrubského řádu benediktinů, správce přeštického proboštství, historik a kronikář Přeštic, básník
- Václav Stach (1754–1831), básník, překladatel, kněz
- Matěj Šmíd (1869–1925), keramik
- Jaroslav František Urban (1889–1960), spisovatel a pedagog
- Bedřich Zákostelecký (* 1942), knihař, hudebník, pedagog

## Partnerská města
- Chadron, USA
- Krško, Slovinsko
- Nittenau, Německo

## Galerie

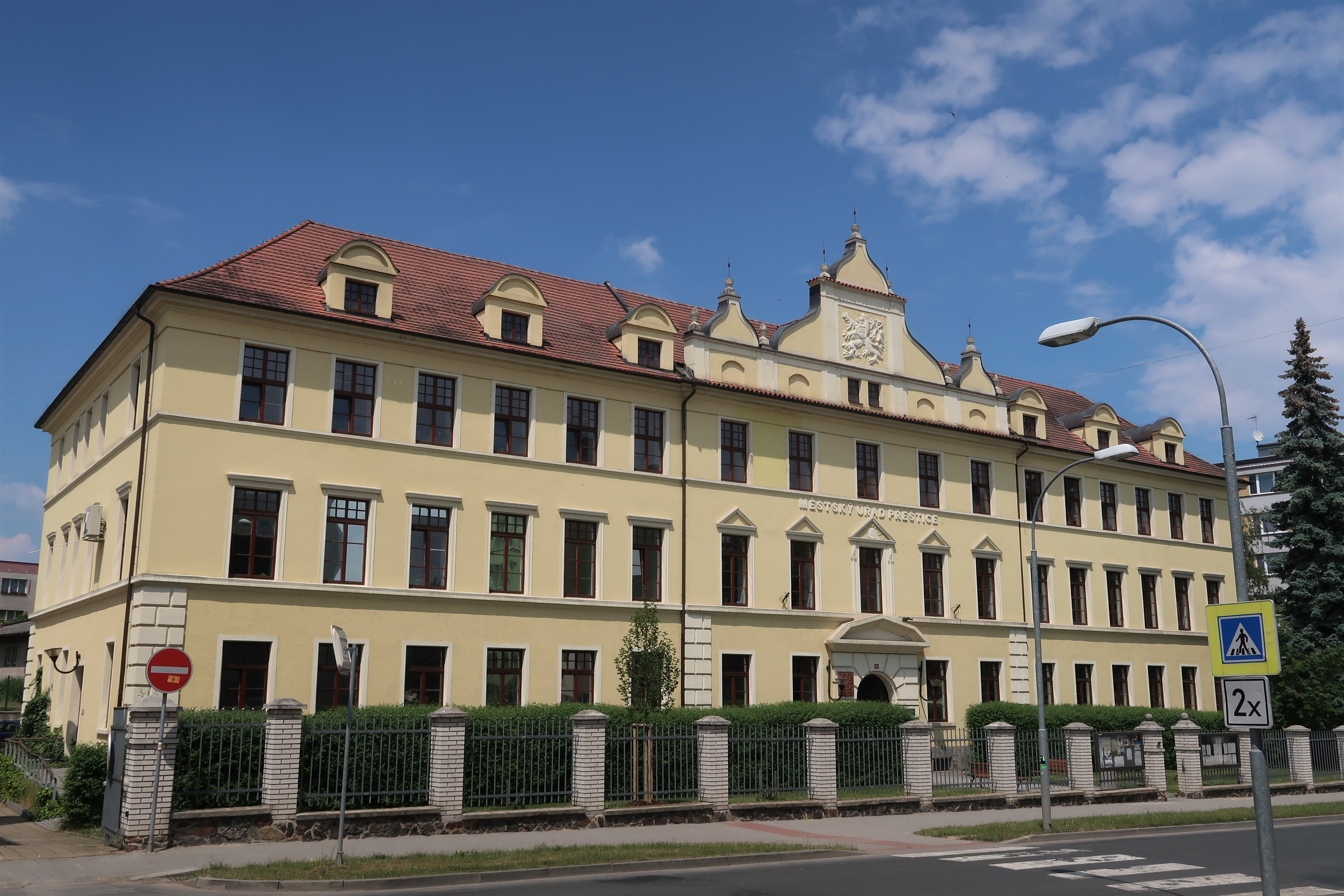
Městský úřad v Husově ulici
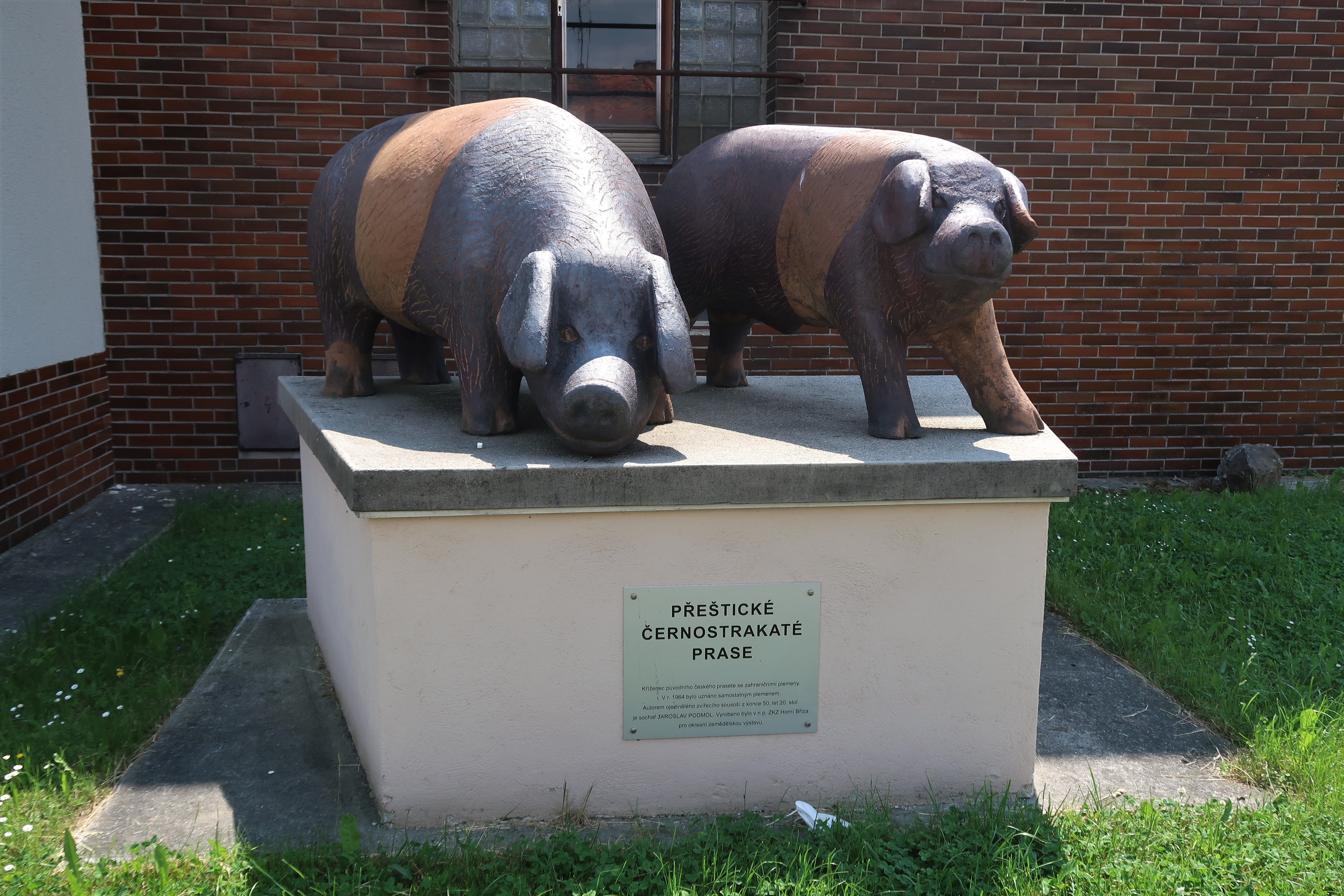
Pomník plemene přeštického černostrakatého prasete
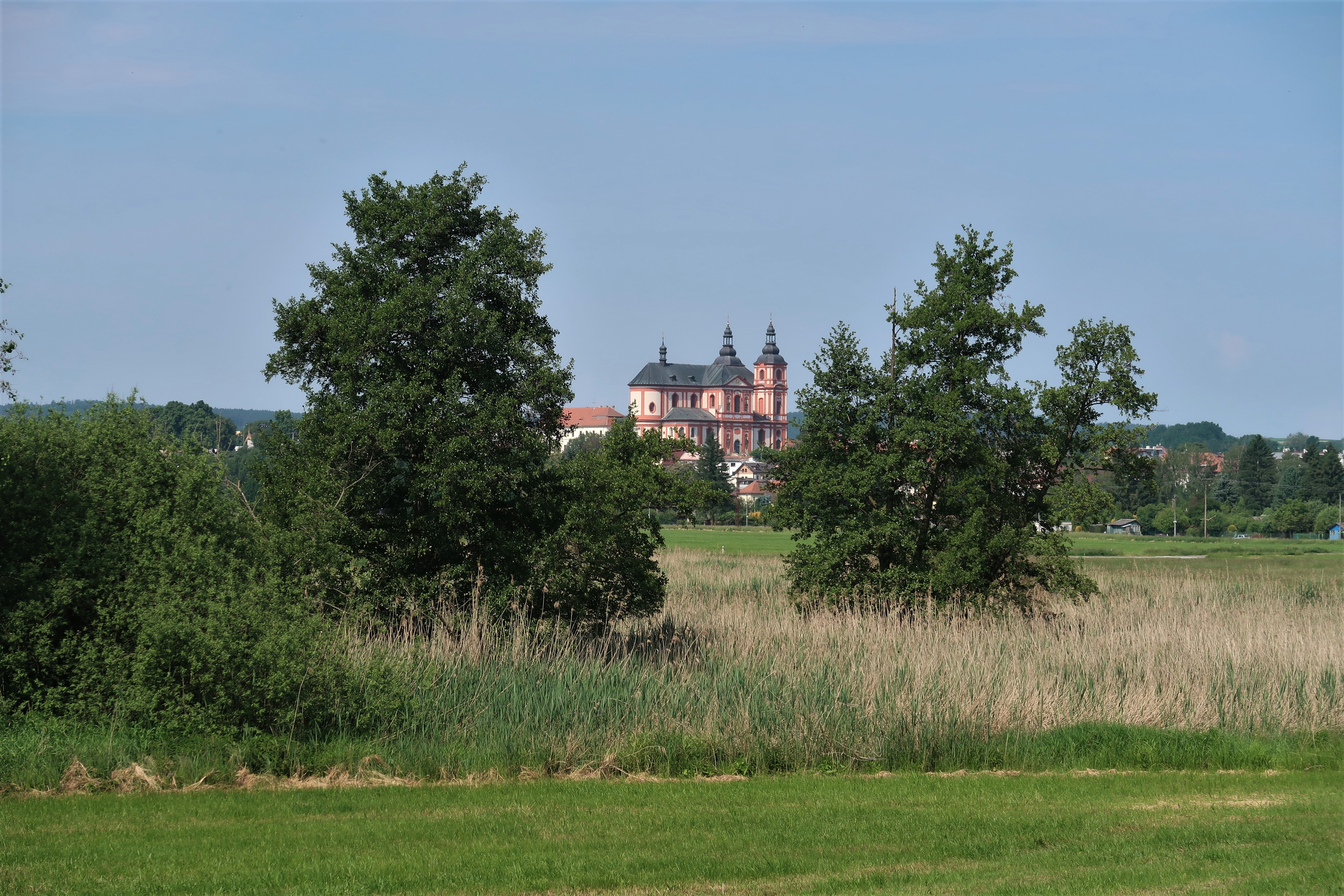
Pohled na přeštický kostel ze silnice do Příchovic
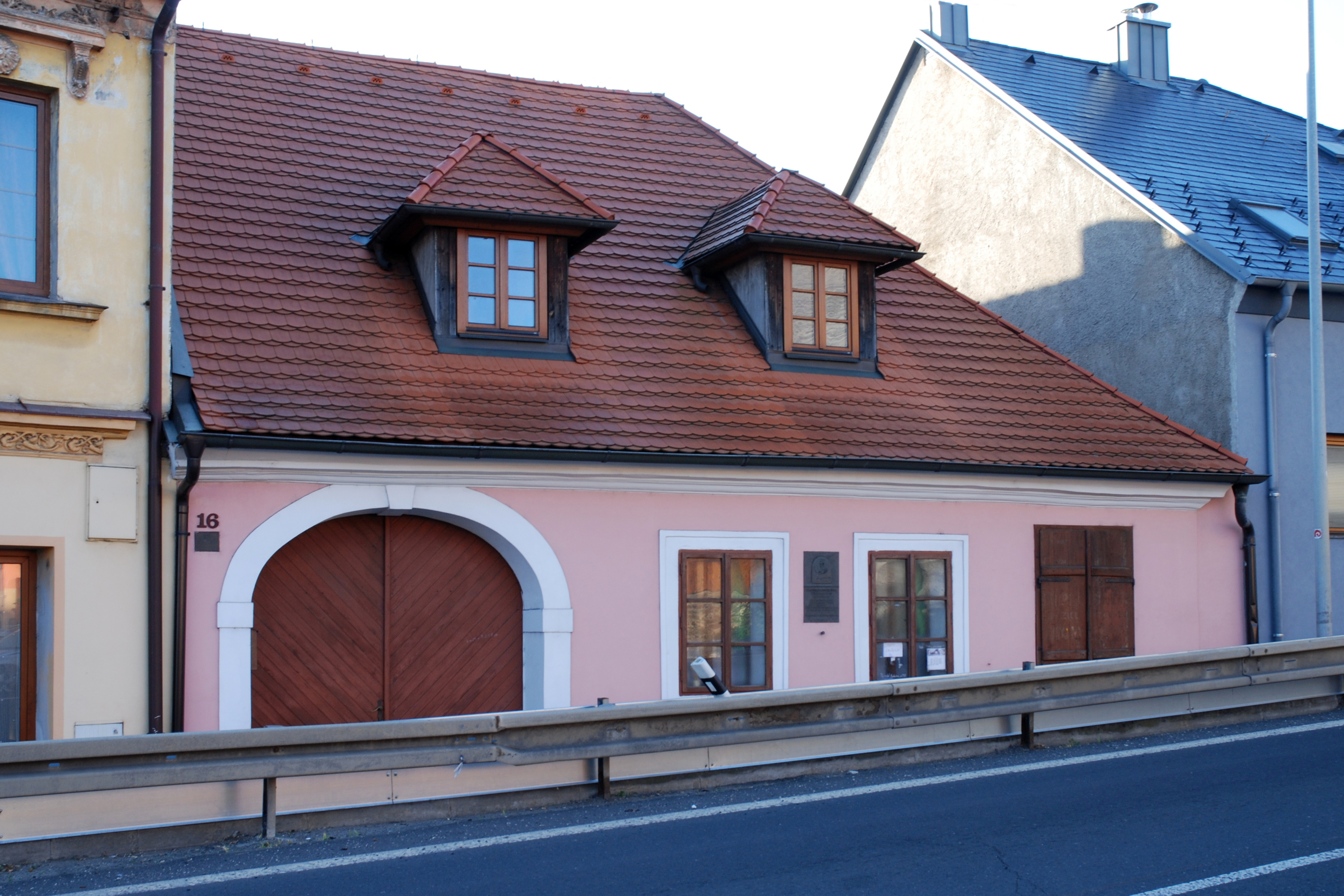
Rodný dům Josefa Hlávky v Hlávkově ulici
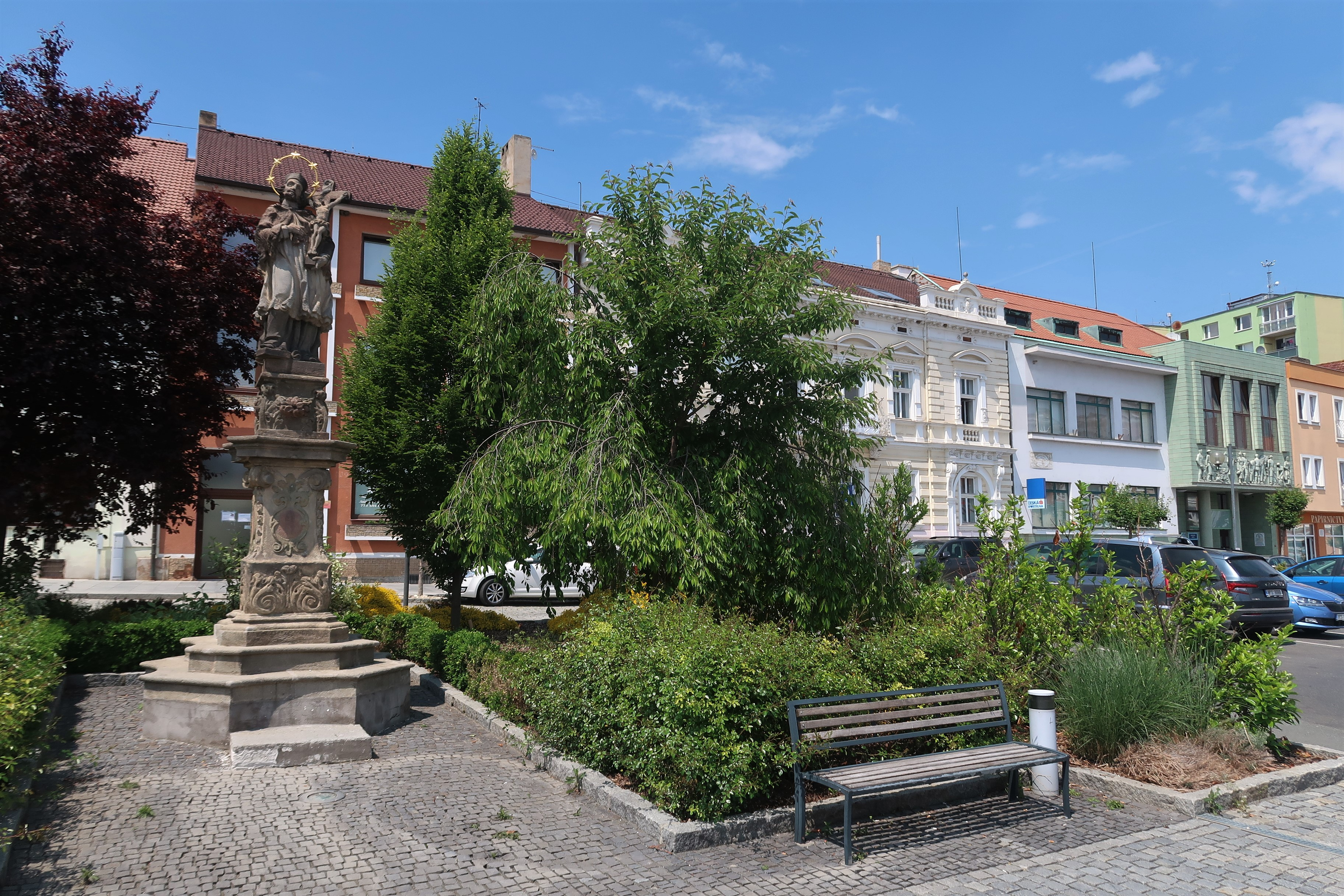
Masarykovo náměstí se sochou sv. Jana Nepomuckého
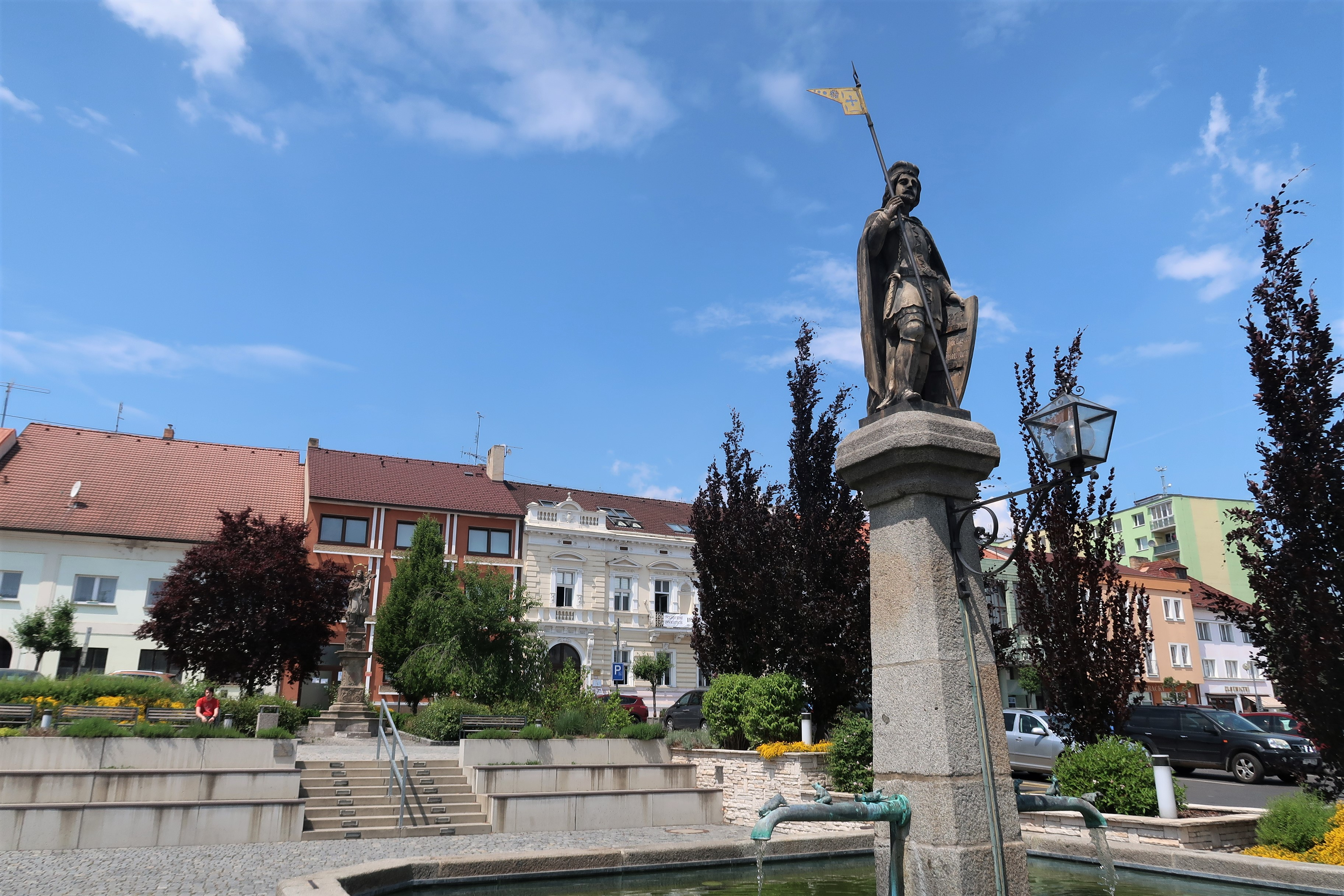
Masarykovo náměstí s kašnou se sochou sv. Václava
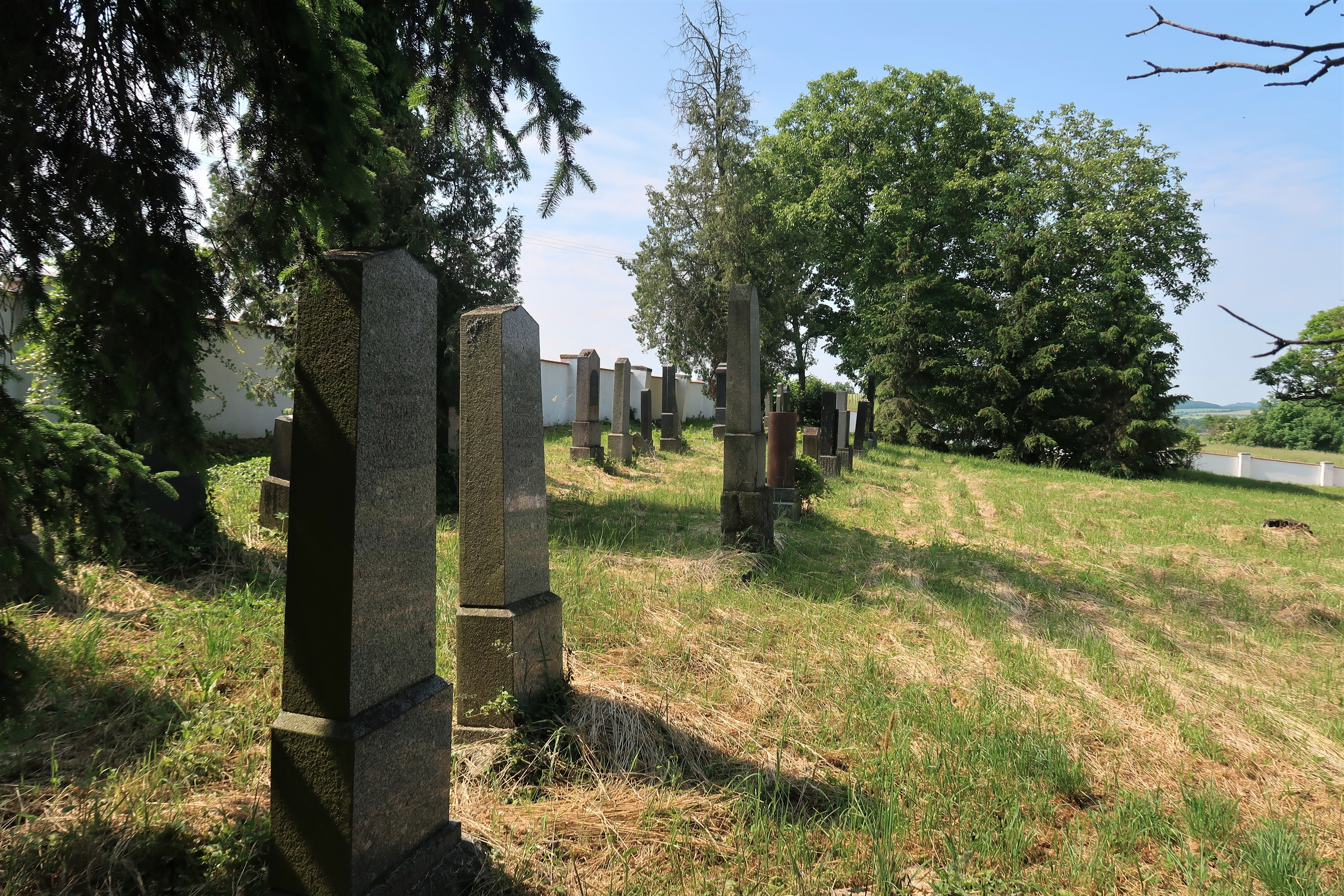
Židovský hřbitov